# Ливраменту ди Носа Сеньора
Ливраменту ди Носа Сеньора (на португалски: Livramento de Nossa Senhora) е град и община в Източна Бразилия, щат Баия, мезорегион Сетру-Сул Баяну, микрорегион Ливраменту ду Брумаду. Според Бразилския институт по география и статистика през 2010 г. общината има 45 236 жители.